# Cuité de Mamanguape
Cuité de Mamanguape è un comune del Brasile nello Stato del Paraíba, parte della mesoregione della Zona da Mata Paraibana e della microregione del Litoral Norte.